# Parodia penicillata
Parodia penicillata ist eine Pflanzenart aus der Gattung Parodia in der Familie der Kakteengewächse (Cactaceae). Das Artepitheton penicillata stammt aus dem Lateinischen, bedeutet ‚wie ein Künstlerpinsel‘ und verweist auf Anordnung der Dornen.

## Beschreibung
Parodia penicillata wächst meist einzeln. Die grünen anfangs kugelförmigen Triebe werden später zylindrisch. Sie erreichen Wuchshöhen von bis zu 30 Zentimeter (selten bis zu 70 Zentimeter) und Durchmesser von 12 Zentimeter. Die etwa 19 spiralförmig angeordneten Rippen sind deutlich gehöckert. Die auf ihnen befindlichen Areolen sind stark bewollt. Der einzelne Mitteldorn weist eine Länge von 2,5 bis 5 Zentimeter auf. Er lässt sich kaum von den etwa 40 sehr unterschiedlich langen Randdornen unterscheiden. Die dünnen Randdornen liegen an der Trieboberfläche an, sind gelblich bis fast farblos und glasig und 0,8 bis 1,5 Zentimeter (selten bis 2 Zentimeter) lang.
Die orangegelben bis roten Blüten erreichen Längen von bis zu 5 Zentimeter und Durchmesser von 4 Zentimeter. Ihr Perikarpell und die Blütenröhre sind mit weißer Wolle sowie ein bis zwei braunen Borsten, die aus jeder Schuppenachsel entspringen, bedeckt. Die Narben sind hellgelb. Die dünnwandigen, länglichen, anfangs rötlichen Früchte werden bei Reife olivbraun. Sie weisen Durchmesser von bis zu 7 Millimeter auf. Die Früchte enthalten glänzend dunkelbraune Samen von 0,6 Millimeter Durchmesser.

## Verbreitung, Systematik und Gefährdung
Parodia penicillata ist in der  argentinischen Provinz Salta bei Cafayate in Höhenlagen von 1000 bis 2000 Metern verbreitet.
Die Erstbeschreibung durch H. Fechser und M. G. van der Steeg wurde 1960 veröffentlicht. Taxonomische Synonyme sind Parodia penicillata var. nivosa Fechser (1966, nom. inval. ICBN-Artikel 37.1) und Parodia penicillata var. fulviceps Backeb. ex Weskamp (1992).
In der Roten Liste gefährdeter Arten der IUCN wird die Art als „Endangered (EN)“, d. h. als stark gefährdet geführt.

## Nachweise